# Lurais
Pour l’article ayant un titre homophone, voir Luray.
Cet article possède des paronymes, voir Lure et Lureuil.
Lurais est une commune française située dans le département de l'Indre, en région Centre-Val de Loire.

## Géographie

### Localisation
La commune est située dans l'ouest du département, à la limite avec le département de la Vienne. Elle est située dans la région naturelle du Blancois, au sein du parc naturel régional de la Brenne.
Les communes limitrophes sont : Preuilly-la-Ville (2 km), Tournon-Saint-Martin (3 km), Fontgombault (4 km), Angles-sur-l'Anglin (5 km), Néons-sur-Creuse (5 km), Mérigny (8 km) et Saint-Pierre-de-Maillé (9 km).
Les communes chefs-lieux et préfectorales sont : Le Blanc (11 km), Châteauroux (58 km), La Châtre (80 km) et Issoudun (83 km).

### Hameaux et lieux-dits
Les hameaux et lieux-dits de la commune sont : les Martinières, Fournioux et la Périnerie,village du bois, bois d' angle.

### Géologie et hydrographie
Lurais dispose de deux cavités souterraines naturelles nommé « Puits de Rives et Grotte de Montenault n° 1 ».
La commune est classée en zone de sismicité 2, correspondant à une sismicité faible.
Le territoire communal est arrosé par les rivières Creuse et Anglin.

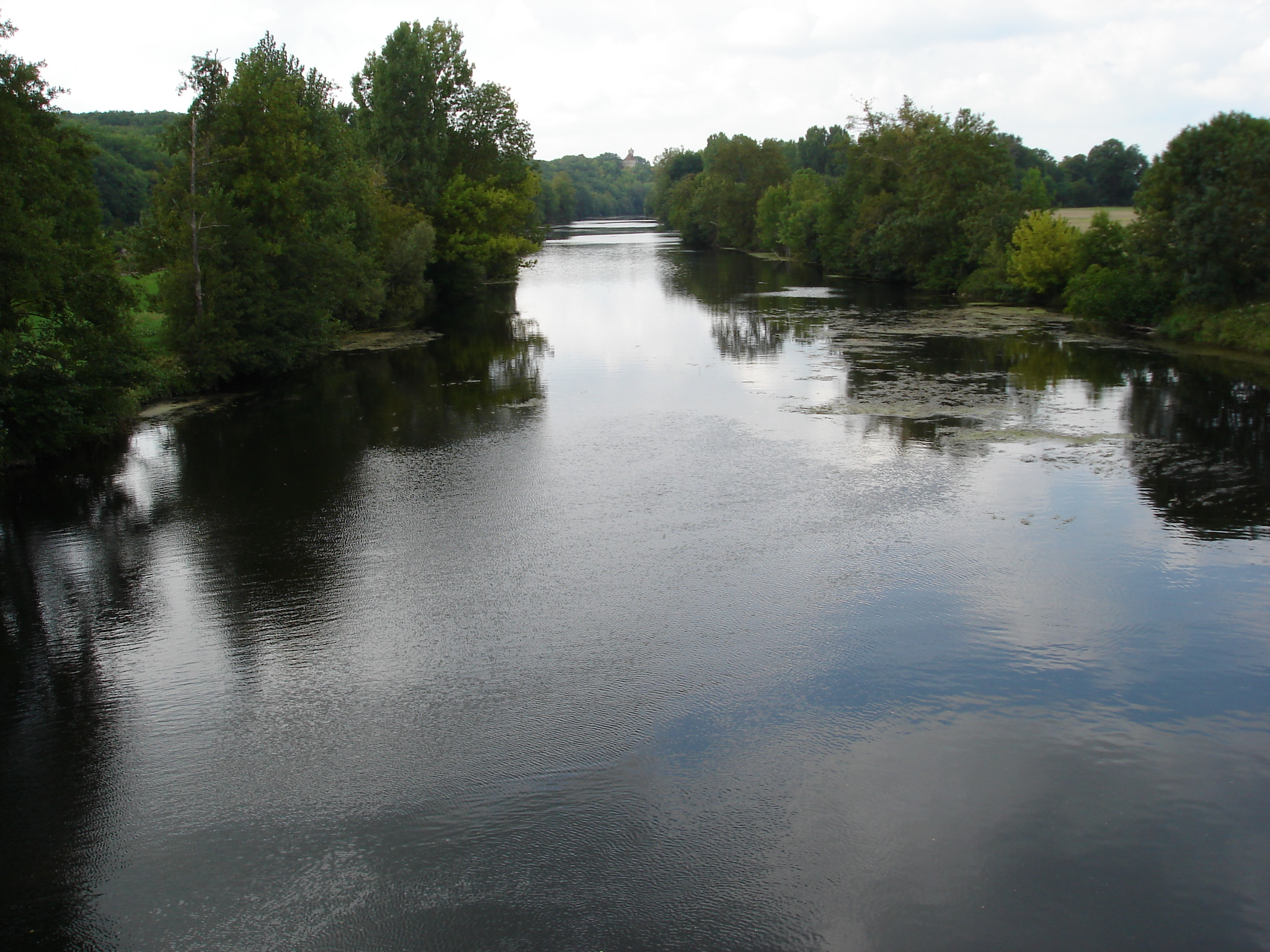
La rivière Creuse en direction de Tournon-Saint-Martin en 2011.
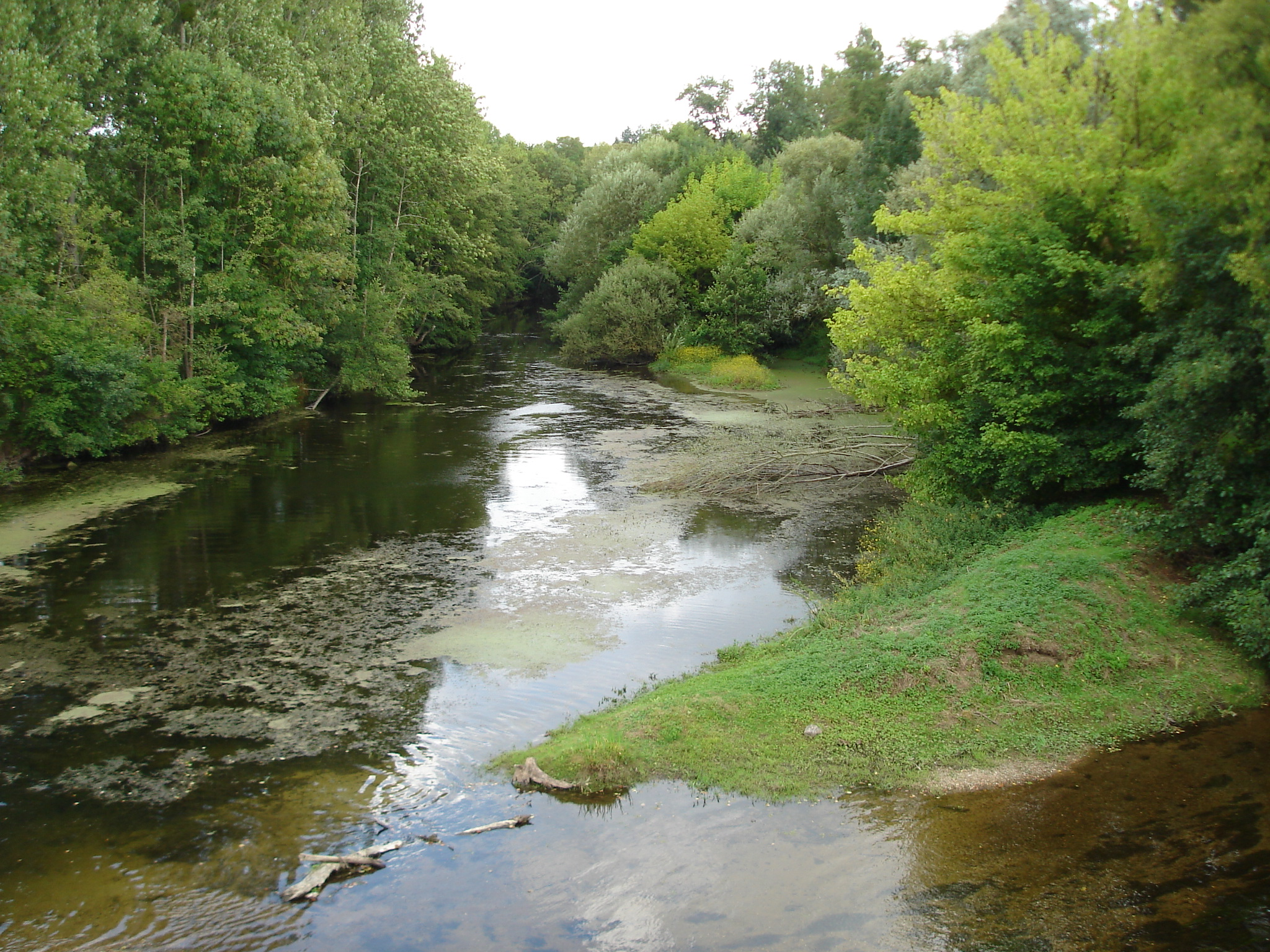
La rivière Creuse en direction de Preuilly-la-Ville en 2011.

### Climat
Pour des articles plus généraux, voir Climat du Centre-Val de Loire et Climat de l'Indre.
En 2010, le climat de la commune est de type climat océanique altéré, selon une étude du CNRS s'appuyant sur une série de données couvrant la période 1971-2000. En 2020, Météo-France publie une typologie des climats de la France métropolitaine dans laquelle la commune est toujours exposée à un climat océanique altéré et est dans la région climatique Poitou-Charentes, caractérisée par un bon ensoleillement, particulièrement en été et des vents modérés.
Pour la période 1971-2000, la température annuelle moyenne est de 11,7 °C, avec une amplitude thermique annuelle de 15 °C. Le cumul annuel moyen de précipitations est de 726 mm, avec 11,3 jours de précipitations en janvier et 6,7 jours en juillet. Pour la période 1991-2020, la température moyenne annuelle observée sur la station météorologique de Météo-France la plus proche, sur la commune du Blanc à 12 km à vol d'oiseau, est de 12,9 °C et le cumul annuel moyen de précipitations est de 776,4 mm,. Pour l'avenir, les paramètres climatiques de la commune estimés pour 2050 selon différents scénarios d'émission de gaz à effet de serre sont consultables sur un site dédié publié par Météo-France en novembre 2022.

### Voies de communication et transports
Le territoire communal est desservi par les routes départementales : 3, 50, 89 et 95.
La gare ferroviaire la plus proche est la gare de Châtellerault, à 38 km.
Lurais est desservie par la ligne P du Réseau de mobilité interurbaine.
L'aéroport le plus proche est l'aéroport de Châteauroux-Centre, à 71 km.
Le territoire communal est traversé par le sentier de grande randonnée de pays de la Brenne.

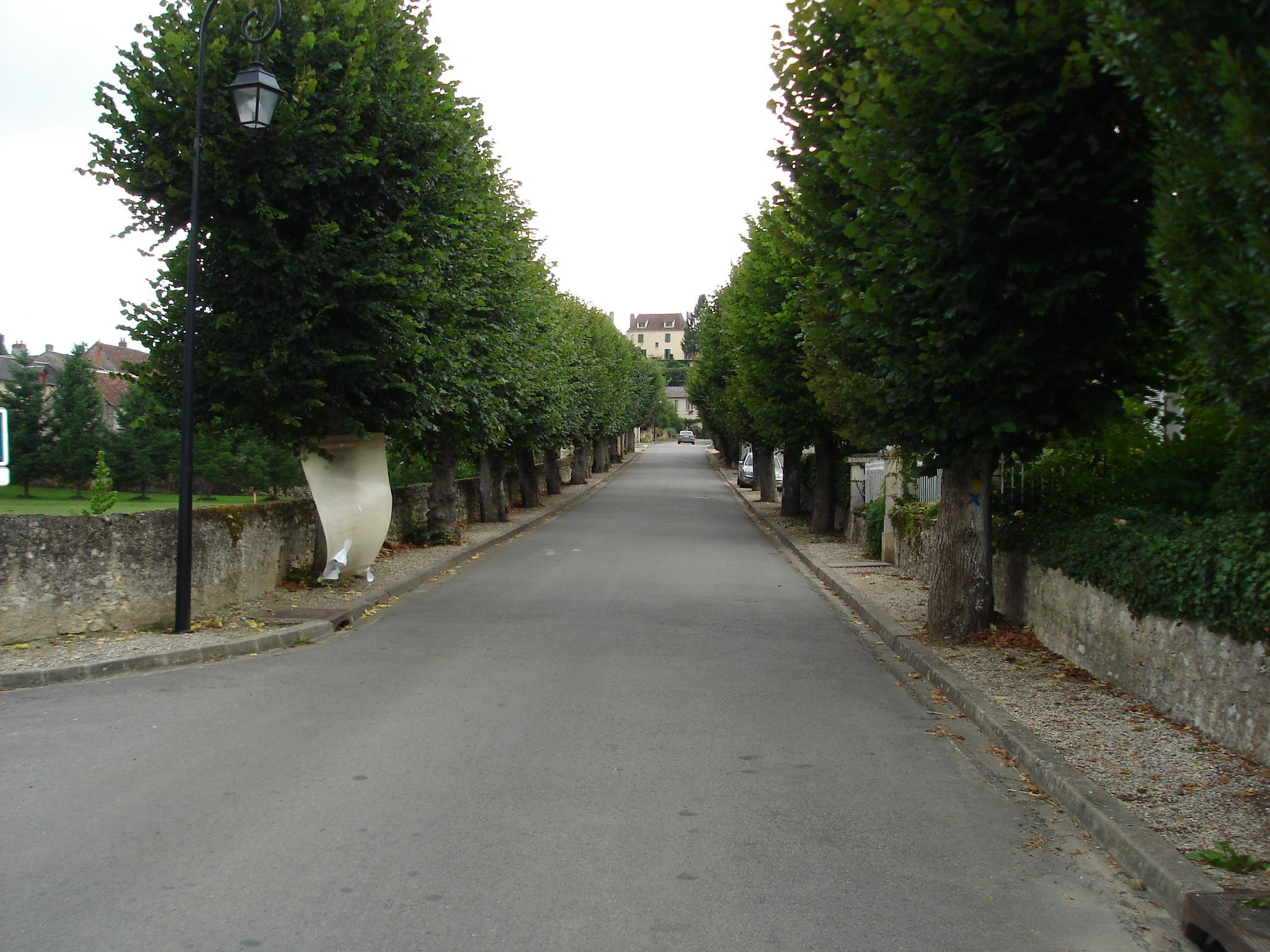
La rue du Pont en 2011.
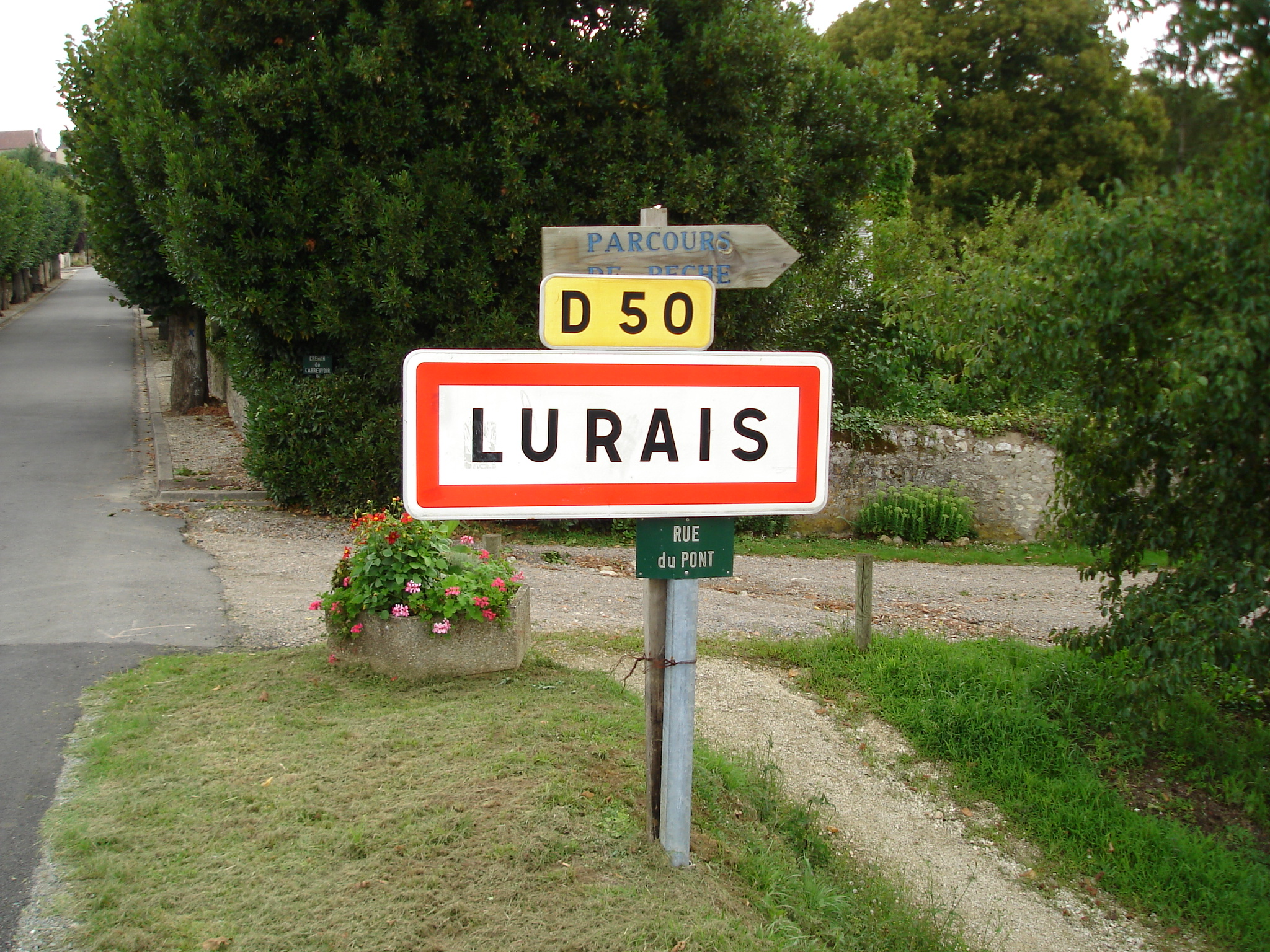
Le panneau d'entrée d’agglomération en 2011.

## Urbanisme

### Typologie
Au 1er janvier 2024, Lurais est catégorisée commune rurale à habitat dispersé, selon la nouvelle grille communale de densité à sept niveaux définie par l'Insee en 2022.
Elle est située hors unité urbaine. Par ailleurs la commune fait partie de l'aire d'attraction du Blanc, dont elle est une commune de la couronne,. Cette aire, qui regroupe 23 communes, est catégorisée dans les aires de moins de 50 000 habitants,.

### Occupation des sols
L'occupation des sols de la commune, telle qu'elle ressort de la base de données européenne d’occupation biophysique des sols Corine Land Cover (CLC), est marquée par l'importance des territoires agricoles (64,5 % en 2018), une proportion identique à celle de 1990 (64,5 %). La répartition détaillée en 2018 est la suivante : 
terres arables (45,7 %), forêts (35,5 %), zones agricoles hétérogènes (15 %), cultures permanentes (3,3 %), prairies (0,6 %). L'évolution de l’occupation des sols de la commune et de ses infrastructures peut être observée sur les différentes représentations cartographiques du territoire : la carte de Cassini (XVIIIe siècle), la carte d'état-major (1820-1866) et les cartes ou photos aériennes de l'IGN pour la période actuelle (1950 à aujourd'hui).

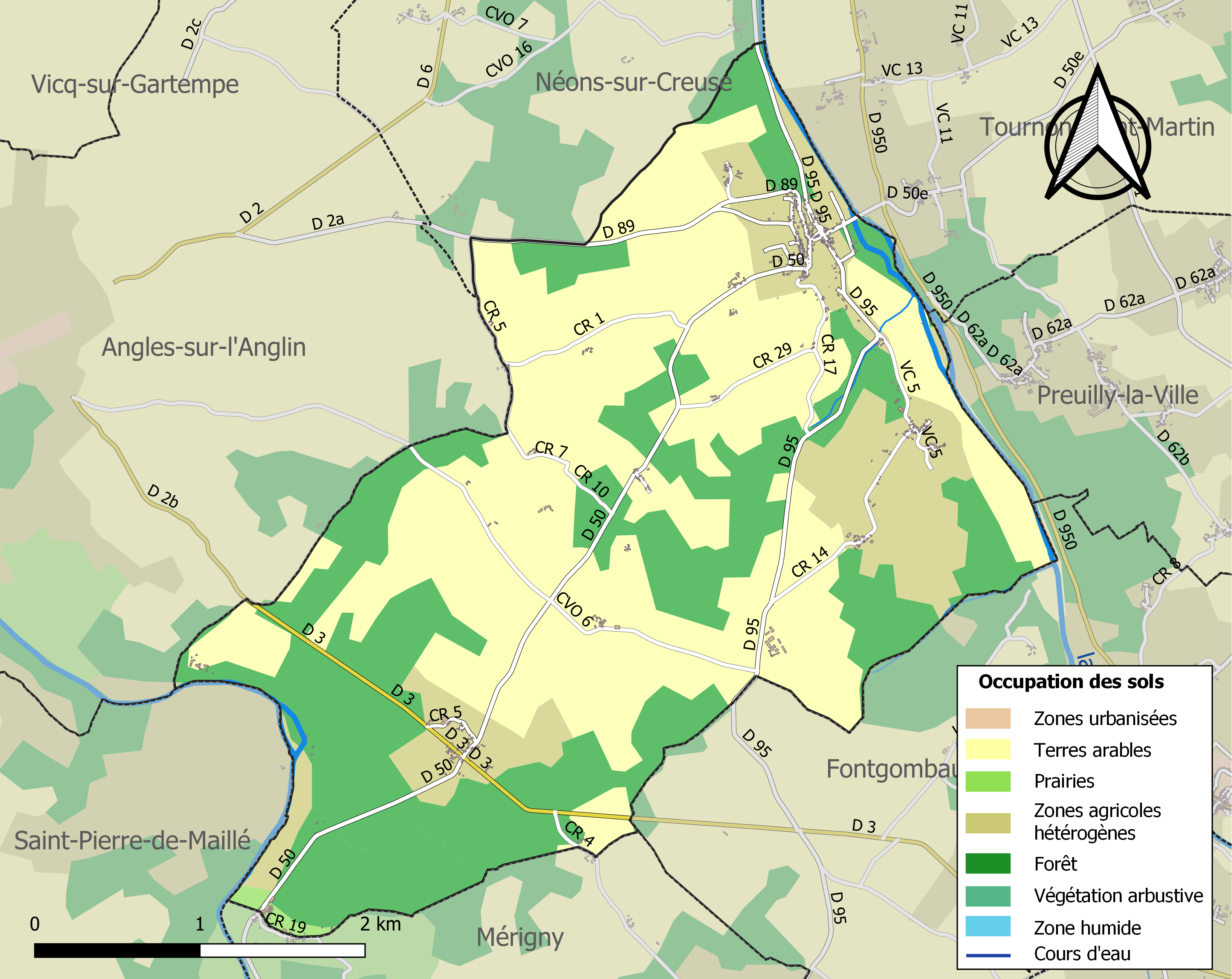
Carte des infrastructures et de l'occupation des sols de la commune en 2018 (CLC).

### Logement
Le tableau ci-dessous présente le détail du secteur des logements de la commune :
| Date du relevé                                              | 2013   |
| Nombre total de logements                                   | 221    |
| Résidences principales                                      | 54 %   |
| Résidences secondaires                                      | 38,7 % |
| Logements vacants                                           | 7,3 %  |
| Part des ménages propriétaires de leur résidence principale | 77 %   |

### Risques majeurs
Le territoire de la commune de Lurais est vulnérable à différents aléas naturels : météorologiques (tempête, orage, neige, grand froid, canicule ou sécheresse), inondations, mouvements de terrains et séisme (sismicité faible). Il est également exposé à un risque technologique, la rupture d'un barrage. Un site publié par le BRGM permet d'évaluer simplement et rapidement les risques d'un bien localisé soit par son adresse soit par le numéro de sa parcelle.

#### Risques naturels
Certaines parties du territoire communal sont susceptibles d’être affectées par le risque d’inondation par débordement de cours d'eau, notamment l'Anglin et la Creuse. La commune a été reconnue en état de catastrophe naturelle au titre des dommages causés par les inondations et coulées de boue survenues en 1982, 1990 et 1999,.

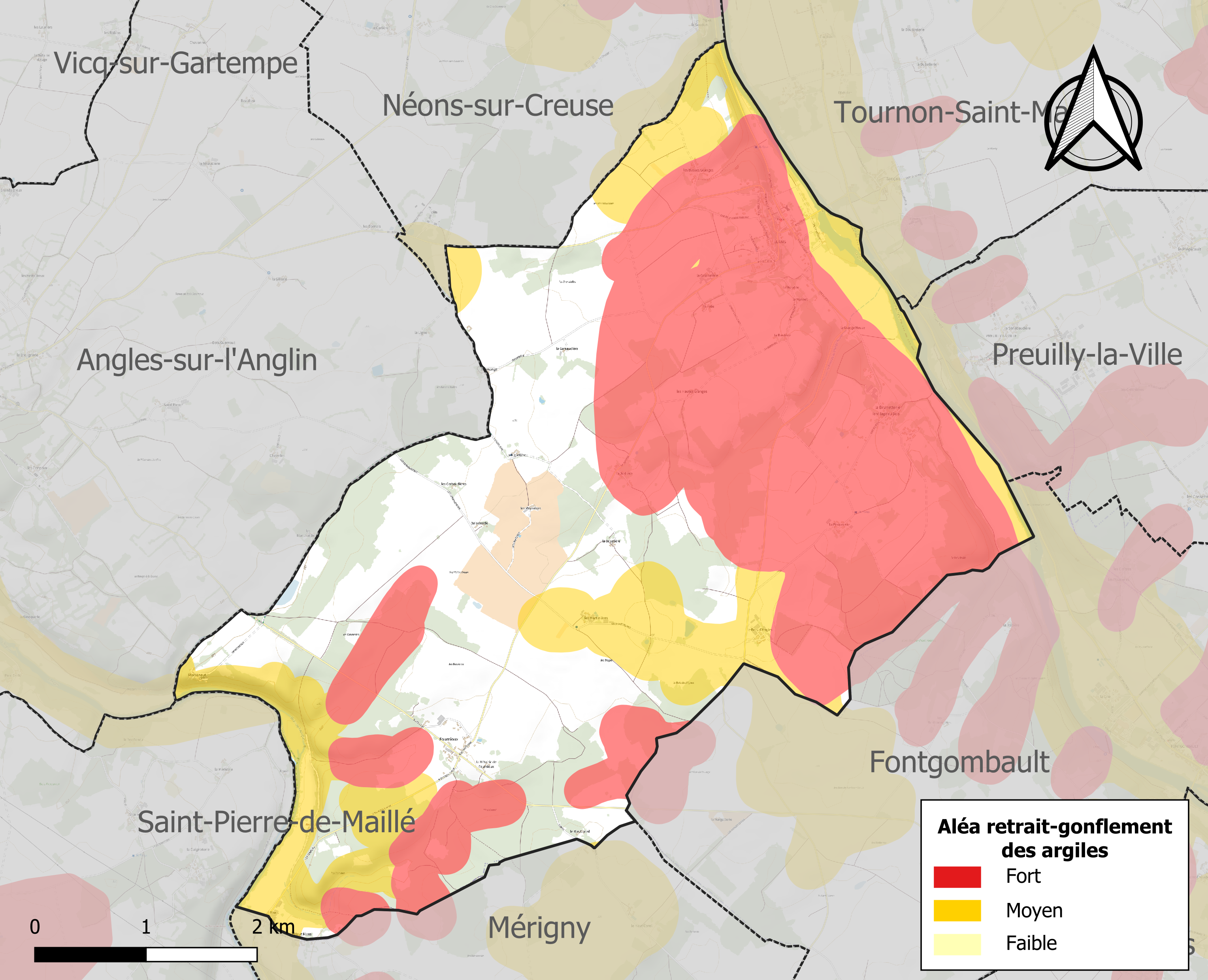
Carte des zones d'aléa retrait-gonflement des sols argileux de Lurais.

Les mouvements de terrains susceptibles de se produire sur la commune sont des tassements différentiels.
Le retrait-gonflement des sols argileux est susceptible d'engendrer des dommages importants aux bâtiments en cas d’alternance de périodes de sécheresse et de pluie. 63 % de la superficie communale est en aléa moyen ou fort (84,7 % au niveau départemental et 48,5 % au niveau national). Sur les 228 bâtiments dénombrés sur la commune en 2019, 198 sont en aléa moyen ou fort, soit 87 %, à comparer aux 86 % au niveau départemental et 54 % au niveau national. Une cartographie de l'exposition du territoire national au retrait gonflement des sols argileux est disponible sur le site du BRGM,.
Concernant les mouvements de terrains, la commune a été reconnue en état de catastrophe naturelle au titre des dommages causés par la sécheresse en 1989, 1992, 2018 et 2019 et par des mouvements de terrain en 1999.

#### Risques technologiques
La commune est en outre située en aval du Barrage d'Éguzon, de classe A et faisant l'objet d'un PPI, mis en eau en 1926, d’une hauteur de 58 mètres et retenant un volume de 57,3 millions de mètres cubes. À ce titre elle est susceptible d’être touchée par l’onde de submersion consécutive à la rupture de cet ouvrage.

## Toponymie
La toponymie de Lurais et des environs indique une occupation fort ancienne. Tournon (Turnonum), Néons (Noviodunum), Le Blanc (Oblinco) sont celtiques ou pré-celtiques. Les villes doubles de Tournon-Saint-Martin (en Berry) et Tournon-Saint-Pierre (en Touraine) sont sans doute les héritières de deux localités frontalières, l’une consacrée à Lug (Saint Pierre) et l’autre à Cernunnos (Saint Martin). Dès l’Antiquité, la région semble avoir été située aux confins des territoires de trois grands peuples gaulois : les Turons (Tourangeaux), les Pictaves (Poitevins) et les Bituriges (Berrichons).
Le nom de Lurais (Luriacum ou Ludriacum) appartient lui à l’époque gallo-romaine : comme d’autres noms de villages voisins, il évoque le nom d’un grand propriétaire nommé Lurius ou Ludrius, dont la villa ou une des villas a pu être située à l’emplacement du village actuel.
Ses habitants sont appelés les Luraisiens.

## Histoire
(novembre 2008).

### Antiquité
Du passé lointain du village avant l’an mil, on ignore à peu près tout. Le choix du site par les premiers habitants tient sans doute moins à la proximité de la rivière qu’à la forte saillie de la falaise calcaire, qui ménage des anfractuosités propices à un habitat troglodyte ou semi-troglodyte : aujourd’hui encore, plusieurs maisons du village sont adossées à la falaise ou s’y prolongent par des caves ou par des granges. Des habitats troglodytes sont attestés dans la région – plus au sud, c’est l’origine de l’ermitage du moine Gombault, ancêtre éponyme de l’abbaye de Fontgombault, plus au nord on retrouve ces dispositions dans la région de La Roche-Posay ou dans celle de Beauval.
Sur cette rive gauche de la Creuse, Lurais n’aurait pu être situé plus bas, car la falaise s’abaisse et le fond de vallée se fait plus étroit jusqu’à Tournon-Saint-Martin ; il n’aurait pu être situé plus haut, car tantôt, là aussi, la falaise s’abaisse exagérément, tantôt au contraire elle s’élève et surplombe directement la rivière sans laisser de place à un habitat humain. Dans cette portion de la vallée de la Creuse, le site de Lurais présentait seul la conjonction de plusieurs caractères favorables : un terroir assez étendu entre la rivière et le plateau, une falaise offrant des abris sinon pour les hommes du moins pour leurs biens, un passage guéable entre les deux rives de la Creuse.
De ces hautes époques, il est resté peu de traces à Lurais, sinon des traditions et des superstitions issues du paganisme, qui ont subsisté jusqu’au XIXe siècle. Une légende locale prétend ainsi que les fées de la vallée de la Creuse – les fata des Gallo-Romains – ont quitté la vallée après que l’Évangile de saint Jean est apparu à Tournon-Saint-Martin et se sont réfugiées dans la Brenne, ultime refuge de l’ancienne religion.

### Moyen Age
L’époque du Haut Moyen Âge n’est pas mieux connue. L’occupation humaine du terroir ne fait pas de doute : les falaises surplombant l’Anglin abritaient notamment des carrières servant à la fabrication des sarcophages.
L’église de Lurais a longtemps été consacrée à sainte Fercinte, une vierge qui se serait fixée à Lurais au VIIIe siècle pour y mener une vie solitaire et qui par la suite fut confondue avec sainte Fercinte de Tolède. Sa fête était célébrée à Lurais le 13 novembre. Le pèlerinage en l’honneur de la sainte, qui recouvrait des pratiques profanes, fut interdit par l’évêque de Poitiers en 1780. Il est possible que sainte Fercinte soit le rhabillage chrétien, à haute époque, d’une déesse-mère du panthéon celtique.
Lurais apparaît dans l’histoire en 936 quand Frottier, évêque de Poitiers, fit don aux moines de Saint-Cyprien de Poitiers d’un fief situé « in Pictavorum pago, in villa que dicitur Ludriacus et in villa qui ad illam pertinet (…) super fluvium Crosa » (en Poitou, dans la villa nommé Lurais et dans la villa voisine (…) sur la Creuse ». La ville la plus proche, Le Blanc, n’est citée dans les textes que trente ans plus tard, en 968, toujours pour une donation faite à Saint Cyprien, qui précise que la cité se trouve en Berry (in pago Bituricensi) et dans la viguerie du Blanc (in vicaria Obliacinse). Lurais se trouvait donc à la limite de deux provinces, à la rencontre des sphères d’influence de deux autorités spirituelles (celle de l’archevêque de Bourges et celle de l’évêque de Poitiers) et de deux autorités politiques (le seigneur de Châteauroux et le comte de Poitiers).
Aux XIe et XIIe siècles, le fief luraisien de Saint Cyprien semble s’être accru grâce à de nouvelles donations, mais l’abbaye n’avait pas encore installé de prieuré dans le village. En 1100, un moine de Saint-Cyprien résidait à Lurais et desservait l’église. La première mention d’un prieuré apparaît un siècle plus tard, en 1217, à l’occasion d’un différend entre le prieur de Lurais et l’abbé de Fontgombault, différend arbitré par l’abbé de Sainte-Croix d’Angles-sur-l'Anglin. En 1248, il est fait mention d’un autre prieur de Lurais, Jean, également archiprêtre du Blanc. Au XIIIe siècle, le fief luraisien de Saint Cyprien relevait de la baronnie d’Angles-sur-l'Anglin, dont les évêques de Poitiers étaient titulaires depuis 1282. Une sentence de l’officialité de Poitiers datée de 1367 confirma le droit de haute justice à Lurais aux évêques de Poitiers, laissant le droit de basse justice aux abbés de Saint Cyprien.
Durant les deux guerres de Cent Ans qui opposèrent le roi de France et le roi d’Angleterre au XIIe siècle puis aux XIVe siècle et XVe siècle, la région de Lurais se trouva en position frontalière entre un Poitou relevant du roi d’Angleterre et un Berry relevant du roi de France. C’est de la seconde guerre de Cent Ans que l’on peut dater les tours du prieuré de Lurais et le château voisin du Soudun, situé sur la commune de Néons-sur-Creuse. Le prieuré et le village semblent avoir connu une période de prospérité à la fin du Moyen Âge : c’est de cette époque que datent le double cloître superposé du prieuré, plusieurs agrandissements de l’église et notamment un beau portail surmonté des armes d’un abbé de Saint-Cyprien, Antoine de Champropin (1507).

### Epoque moderne
Au XVIe siècle eurent lieu les dernières opérations militaires ayant eu la vallée de la Creuse pour théâtre : pendant les Guerres de religion, catholiques et protestants se disputèrent le Bas-Berry ; en 1569, l’armée royale campa autour du Blanc, l’armée protestante à Preuilly-la-Ville. Les réformés brûlèrent plusieurs églises et abbayes du voisinage, notamment Fontgombault. Les troubles durèrent jusqu’en 1593.
Le prieuré de Lurais disparut au début du XVIIe siècle, mais l’abbaye de Saint-Cyprien conserva une partie de ses biens et de son influence sur le village jusqu’à la Révolution. Le prieuré devint une seigneurie affermée par l’abbé de Saint-Cyprien ; les bâtiments du prieuré proprement dits furent désormais désignés sous le nom de « château de Lurais », qui leur est resté jusqu’à présent, et servirent au stockage des récoltes ; jusqu’en 1789, le curé de Lurais fut nommé sur présentation de l’abbé de Saint-Cyprien. A la veille de la Révolution, l'abbaye de Saint-Cyprien possédait encore 25 hectares de la paroisse de Lurais (le château, le moulin, la métairie de la Grange Neuve et diverses terres). La puissance des seigneuries ecclésiastiques était cependant en recul : en 1715, Mathieu Pinsonneau, marquis du Blanc, déclarait posséder ainsi plusieurs rentes et droits sur le prieuré de Lurais.
Les familles nobles de Lurais et de ses environs sont moins bien connues que les seigneuries ecclésiastiques qui y exerçaient leur influence. La noblesse locale avait des attaches en Berry, comme en Poitou, voire en Touraine et en Limousin. En 1736, un sieur de Landeterre, gentilhomme de Lurais, était accusé de faux-saunage aux environs d’Ingrandes. Les Le Picard de Phélypeaux, originaires de Blois mais appartenant à la noblesse du Poitou, possédaient des fiefs à Lurais. Jean-René Le Picard de Phélippeaux était propriétaire du château de la Comté et son domaine. Son cousin Louis Edmond Le Picard de Phélippeaux les métairies de la Brunetterie (16 hectares) et de la Périnerie (35 hectares).
À la veille de la Révolution, sur le plan administratif et fiscal, Lurais appartenait au gouvernement de Poitou, à la généralité de Bourges, à l’élection et à la subdélégation du Blanc. Sur le plan judiciaire, le village relevait de la coutume de Poitou, du présidial de Poitiers et du Parlement de Paris. Sur le plan ecclésiastique, la paroisse dépendait de l’archiprêtré d’Angles et du diocèse de Poitiers.

### Révolution et Empire
En 1790, lors de la formation des départements, cinq paroisses de l’ancien diocèse de Bourges furent données au département de la Creuse. En compensation, l’Indre reçut sept paroisses de l’ancien diocèse de Poitiers : Lurais, Mérigny, Ingrandes, Saint-Hilaire-sur-Benaize, Jauvard, Tilly et Bonneuil. Lurais prit place dans le canton de Tournon-Saint-Martin et le district du Blanc. Comme aujourd’hui, le canton de Tournon-Saint-Martin se composait alors des communes de Fontgombault, Lurais, Néons-sur-Creuse, Preuilly-la-Ville et Tournon-Saint-Martin.
Comme dans le reste de la France, la Révolution entraîna de fortes modifications de la structure sociale et foncière de Lurais, les propriétés ecclésiastiques et celles des émigrés étant vendues comme biens nationaux. Parmi les biens ecclésiastiques, on comptait quatre biens relevant de la cure de Notre-Dame de Lurais, le prieuré relevant de Saint-Cyprien de Poitiers et une autre propriété ayant appartenu à cette abbaye. Les biens nationaux « de seconde origine » consistaient en onze propriétés ayant appartenu à Jean-René Le Picard de  Phélippeaux, émigré, et à Louis-Edmond Le Picard de Phélippeaux (1767-1799), capitaine émigré en 1791, qui servit dans l’armée des princes puis rentra en France, pour soulever le Berry. Les biens meubles de Jean-René furent vendus aux enchères le 6 octobre 1793 et son épouse, considérée comme suspecte, fut emprisonnée le mois suivant à Châteauroux.
Le château de la Comté fut vendu à François Jallet, d'Angles, le domaine de la Brunetterie à François Turlin, de Tournon, le domaine de la Périnerie, à Fraçois Fillain, de Lurais, le presbytère à François Vézien Delassale, de Tournon. Le curé Etienne Mériot acquit le prieuré, mais le revendit en 1798 et quitta la commune. Les propriétaires laïcs évincés furent indemnisés en application de la loi de 1825, dite du "milliard des émigrés" : les héritiers de Jean-René Le Picard de Phélippeaux reçurent alors 16708 francs pour le domaine de la Comté et ceux de Louis-Edmond 9542 francs pour les domaines de la Périnerie et de la Brunetterie.
Neuf soldats nés à Lurais décédèrent sous les drapeaux entre 1789 et 1815, tous de maladie sauf un, Louis Mériot, mort en combattant les Vendéens en 1794.
En 1812, l’administration préfectorale de l’Indre, appuyée par le ministère des Finances, présenta un projet de réunion de la commune de Lurais à celle de Néons, pour former une seule commune sous le nom de Néons-sur-Creuse. Ce projet recueillit l’accord du conseil municipal de Néons, mais suscita l’opposition des représentants de Lurais. Au vu des plans dressés par le géomètre délimitateur, le ministre de l’Intérieur prit parti contre le ministre des Finances et proposa au contraire de réunir à Lurais, la partie méridionale du territoire de Néons, qui se trouvait séparée du chef-lieu de cette commune par les territoires d’Angles et de Lurais.
En définitive, le 22 mars 1813, un décret impérial, donné à Trianon et pris sur le rapport du ministre de l’Intérieur, réunit à Lurais la section sud de la commune de Néons. La commune de Lurais s’étendit désormais jusqu’à la rive droite de l’Anglin, depuis le hameau de Rives jusqu’au château de Montenaut, et s’accrut du hameau de Fournioux et des fermes ou lieux-dits suivants : les Martinières, le Bas Coreil, la Brisetière, Baiseborde, les Gerbaudières, les Prunières et la Riguelière, soit 690 hectares. Du fait de cette réunion, le territoire de la commune était doublé et sa population augmentée d’un tiers.

### Période contemporaine
La Restauration entraîna une épuration de la municipalité. Le 29 juin 1816, le préfet de l'Indre démit Jean Deslandes de ses fonctions de maire et le remplaça le 12 juillet suivant par Joseph Martin, de Jartraux, membre du conseil municipal de Tournon.
Au XIXe siècle, Lurais connut un accroissement lent mais continu de sa prospérité. L’habitat se transforma : dans les maisons, des grands pavés de pierre remplacèrent la terre battue, des fenêtres plus larges percèrent les murs. Un pont fut établi sur la Creuse en conséquence d’un décret de 1846. Ouvert au public le 1er janvier 1850, ce pont suspendu, dit "en fil de fer", ouvrage des frères Seguin, mesurait 87 mètres de long. Il remplaçait un bac existant au moins depuis le XVIIIe siècle et dont le l'emplacement était situé à 200 mètres en aval du pont actuel. Il céda la place à un nouvel ouvrage en 1893. Ayant sauté en 1944, ce dernier fut reconstruit après la guerre. Le chemin de fer arriva même à Lurais à la fin du siècle ; il fonctionna jusqu’aux années 1930.
La commune fut rattachée de 1973 à 2015 au canton de Tournon-Saint-Martin.

## Politique et administration
La commune dépend de l'arrondissement du Blanc, du canton du Blanc, de la première circonscription de l'Indre et de la communauté de communes Brenne - Val de Creuse.
Elle dispose d'une agence postale communale.
| Période    | Période  | Identité       | Étiquette | Qualité             |
| ---------- | -------- | -------------- | --------- | ------------------- |
| avant 1981 | ?        | Jean Verrières | DVG       |                     |
| mars 1989, | En cours | Alain Jacquet  | DVG       | Exploitant agricole |

## Population et société

### Démographie
L'évolution du nombre d'habitants est connue à travers les recensements de la population effectués dans la commune depuis 1793. Pour les communes de moins de 10 000 habitants, une enquête de recensement portant sur toute la population est réalisée tous les cinq ans, les populations de référence des années intermédiaires étant quant à elles estimées par interpolation ou extrapolation. Pour la commune, le premier recensement exhaustif entrant dans le cadre du nouveau dispositif a été réalisé en 2005.

En 2022, la commune comptait 227 habitants, en évolution de −8,47 % par rapport à 2016 (Indre : −3 %, France hors Mayotte : +2,11 %).
| 1793 | 1800 | 1806 | 1821 | 1831 | 1836 | 1841 | 1846 | 1851 |
| ---- | ---- | ---- | ---- | ---- | ---- | ---- | ---- | ---- |
| 422  | 269  | 272  | 537  | 558  | 547  | 557  | 579  | 569  |

| 1856 | 1861 | 1866 | 1872 | 1876 | 1881 | 1886 | 1891 | 1896 |
| ---- | ---- | ---- | ---- | ---- | ---- | ---- | ---- | ---- |
| 572  | 575  | 545  | 506  | 497  | 530  | 552  | 514  | 502  |

| 1901 | 1906 | 1911 | 1921 | 1926 | 1931 | 1936 | 1946 | 1954 |
| ---- | ---- | ---- | ---- | ---- | ---- | ---- | ---- | ---- |
| 507  | 514  | 518  | 461  | 427  | 445  | 439  | 367  | 350  |

| 1962 | 1968 | 1975 | 1982 | 1990 | 1999 | 2005 | 2006 | 2010 |
| ---- | ---- | ---- | ---- | ---- | ---- | ---- | ---- | ---- |
| 320  | 303  | 267  | 250  | 241  | 237  | 245  | 243  | 231  |

| 2015 | 2020 | 2022 | - | - | - | - | - | - |
| ---- | ---- | ---- | - | - | - | - | - | - |
| 247  | 226  | 227  | - | - | - | - | - | - |

### Enseignement
La commune dépend de la circonscription académique du Blanc.

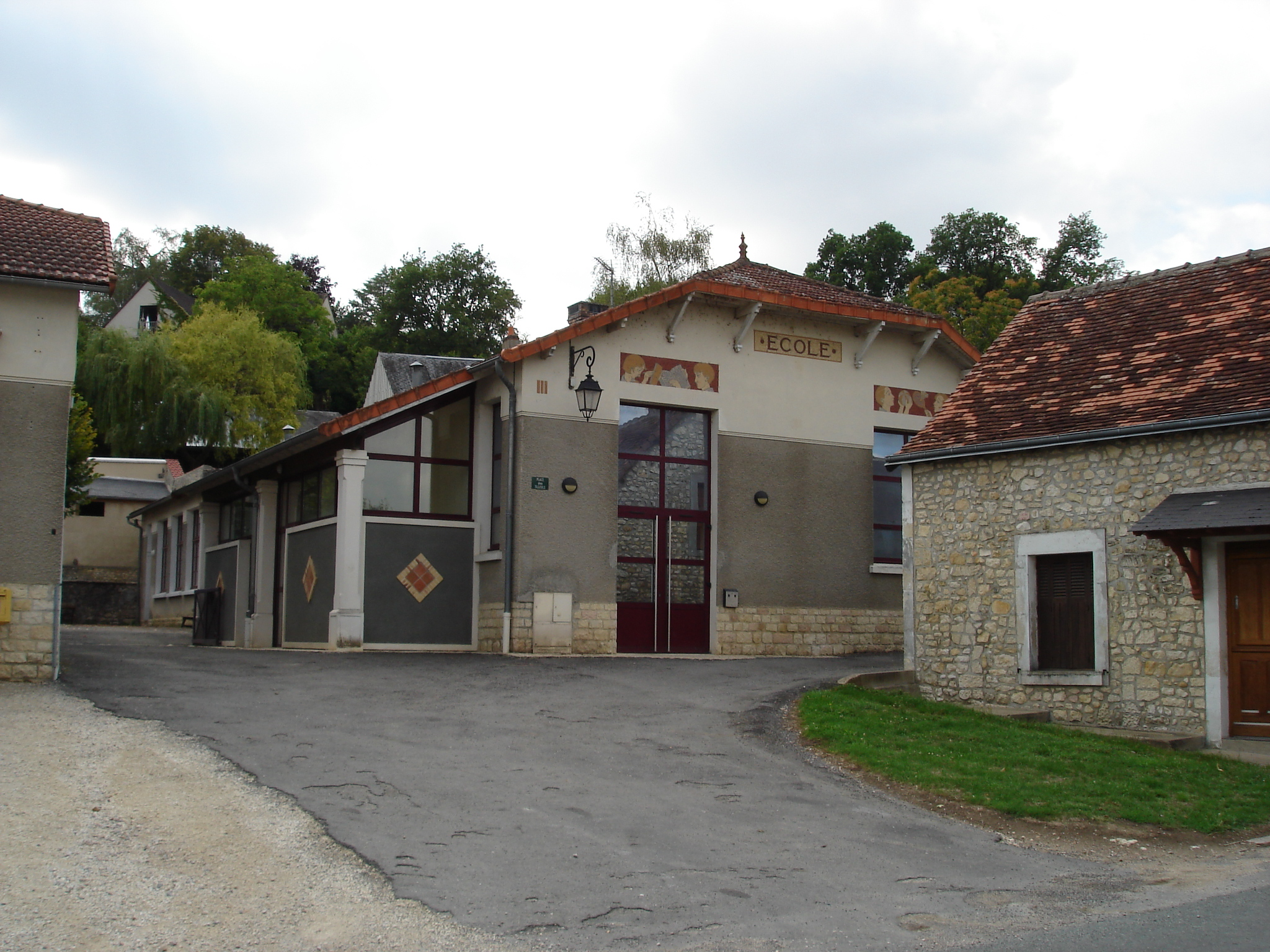
L'ancienne école communale en 2011.

### Manifestations culturelles et festivités
Chaque année vers le 15 août a lieu sur la rivière Creuse, la « fête des Barques ».

### Sports
Un site de baignade surveillé est présent dans la commune.

### Médias
La commune est couverte par les médias suivants : La Nouvelle République du Centre-Ouest, Le Berry républicain, L'Écho - La Marseillaise, La Bouinotte, Le Petit Berrichon, France 3 Centre-Val de Loire, Berry Issoudun Première, Vibration, Forum, France Bleu Berry et RCF en Berry.

## Économie
La commune se situe dans la zone d’emploi du Blanc et dans le bassin de vie du Blanc.
La commune se trouve dans l'aire géographique et dans la zone de production du lait, de fabrication et d'affinage des fromages Pouligny-saint-pierre et Sainte-maure-de-touraine.
La commune dispose d'un bar nommé « Le Totem ».

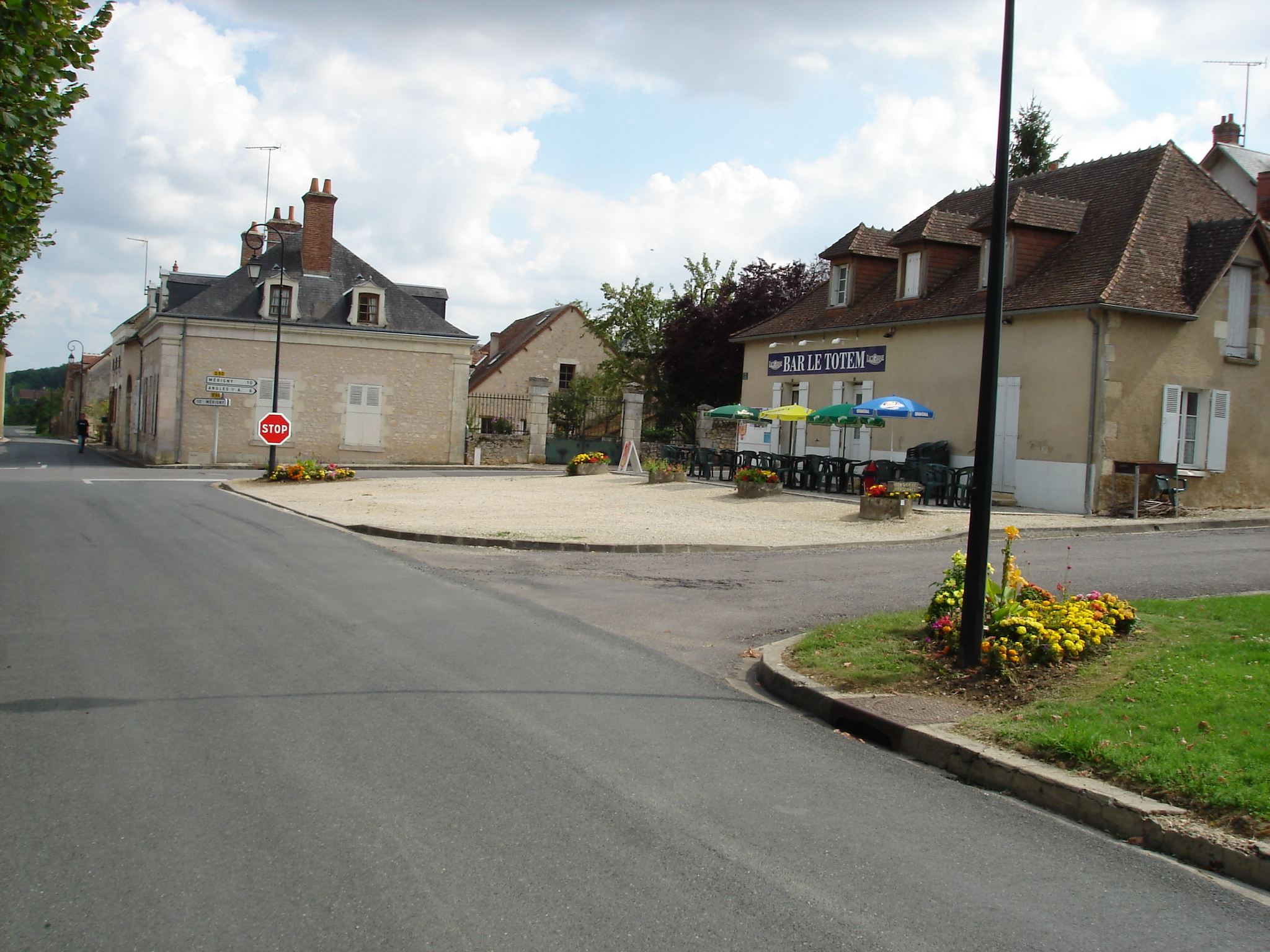
Le bar « Le Totem » en 2011.

Un camping est présent dans la commune. Il s'agit du camping du Moulin qui dispose de 25 emplacements.

## Culture locale et patrimoine
Lurais est riche de morceaux d'architecture. Le plus célèbre est l’église Saint-Jean du XIIe siècle, classée monument historique depuis 1987, dont la nef et le clocher sont romans et les bas-côtés gothiques. À côté de l’église, l’ancien prieuré relevant de Saint-Cyprien de Poitiers possède des tours curieusement coiffées de toitures pentues, que l’on peut observer sous différents aspects depuis la place du village ou depuis la rivière. De l’autre côté du village, le château de la Comté et l’ancien moulin qui lui fait face.
Dans le bourg proprement dit, depuis la rivière jusqu’au haut Bourg, on remarque des maisons de caractère : vieilles granges, vieux fours, maisons paysannes remontant au Moyen Âge et sans cesse transformées, agrandies et embellies depuis, maisons de maître ou de villégiature du XIXe siècle, pour finir avec l’ensemble mairie-école, construite entre 1934 et 1936, exemple de l’architecture publique de l’entre-deux-guerres.
- Château de Montenault
- Château du Soudun
- Prieuré
- Pont Métallique (XIXe siècle)
- Monument aux morts
- Moulin à eau
- Cavités souterraines naturelles « Puits de Rives et Grotte de Montenault n° 1 »

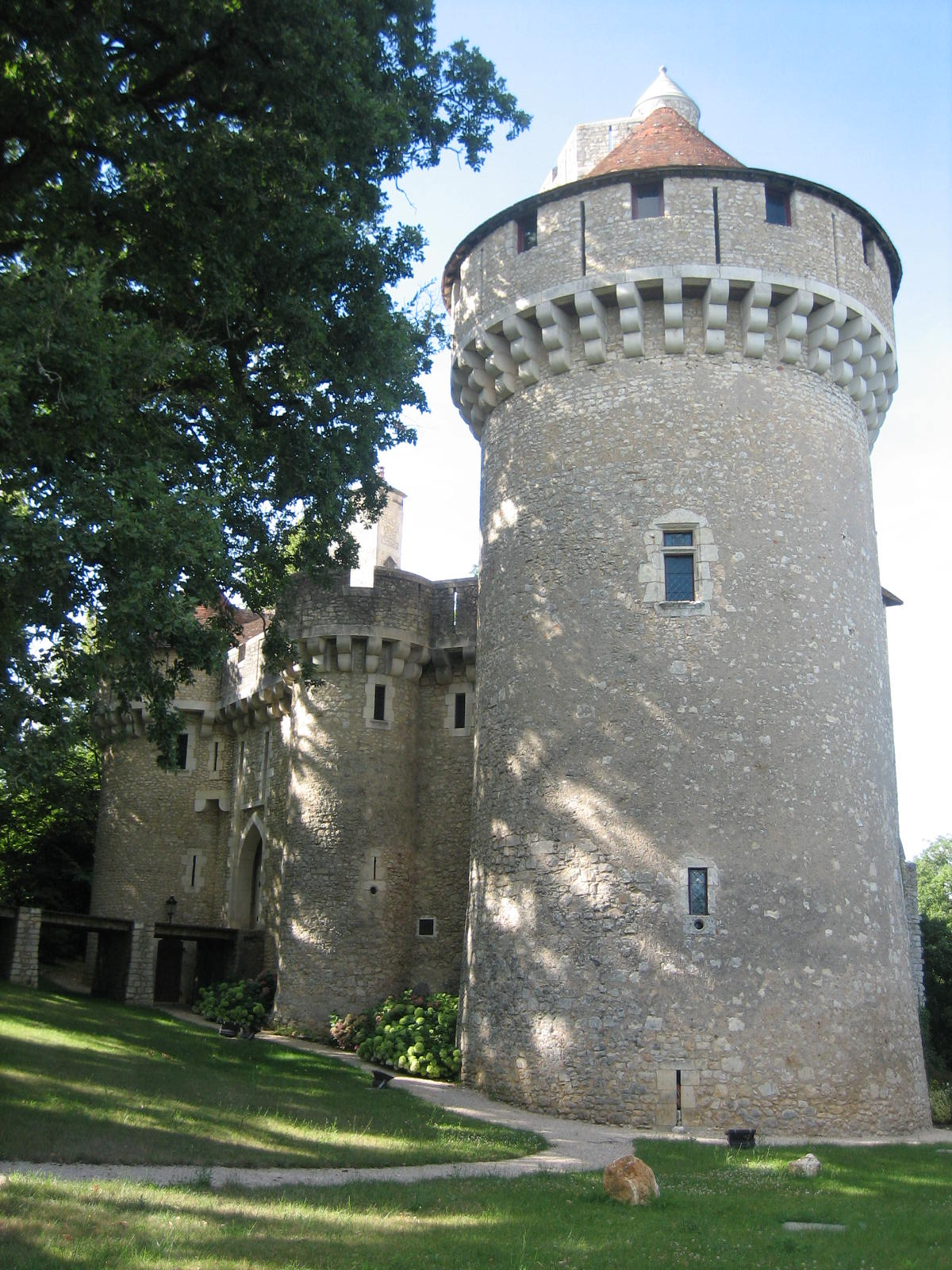
Le château du Soudun en 2007.
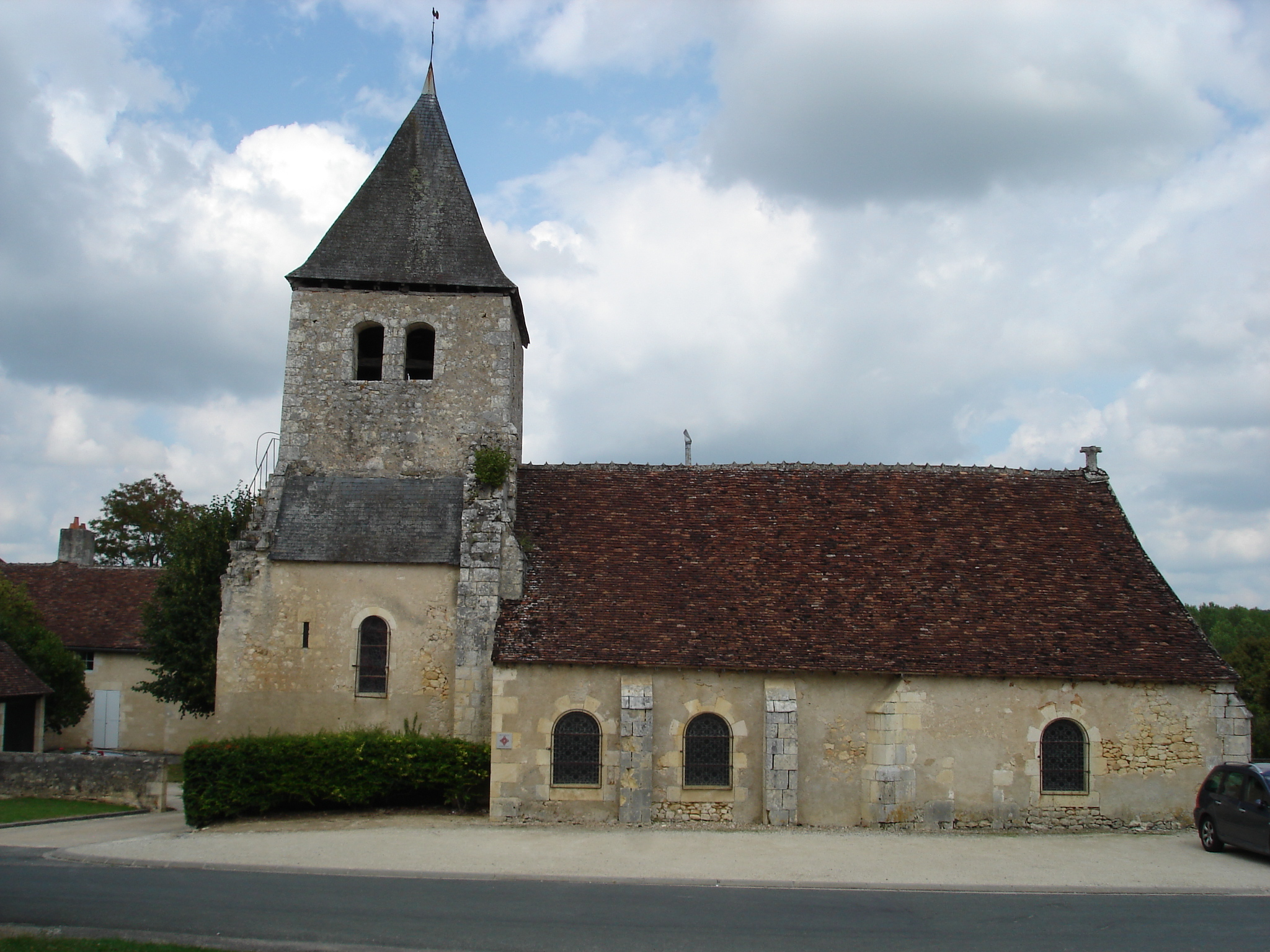
L'église Saint-Jean en 2011.
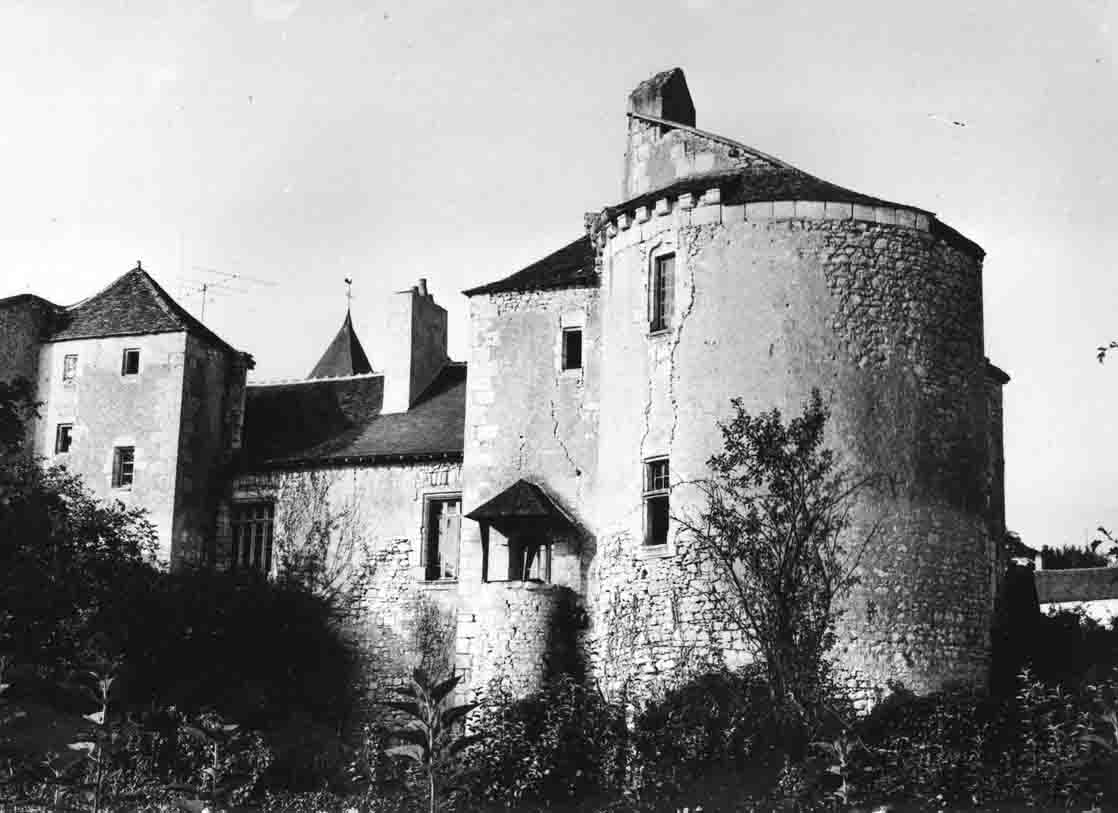
Le prieuré de Lurais.
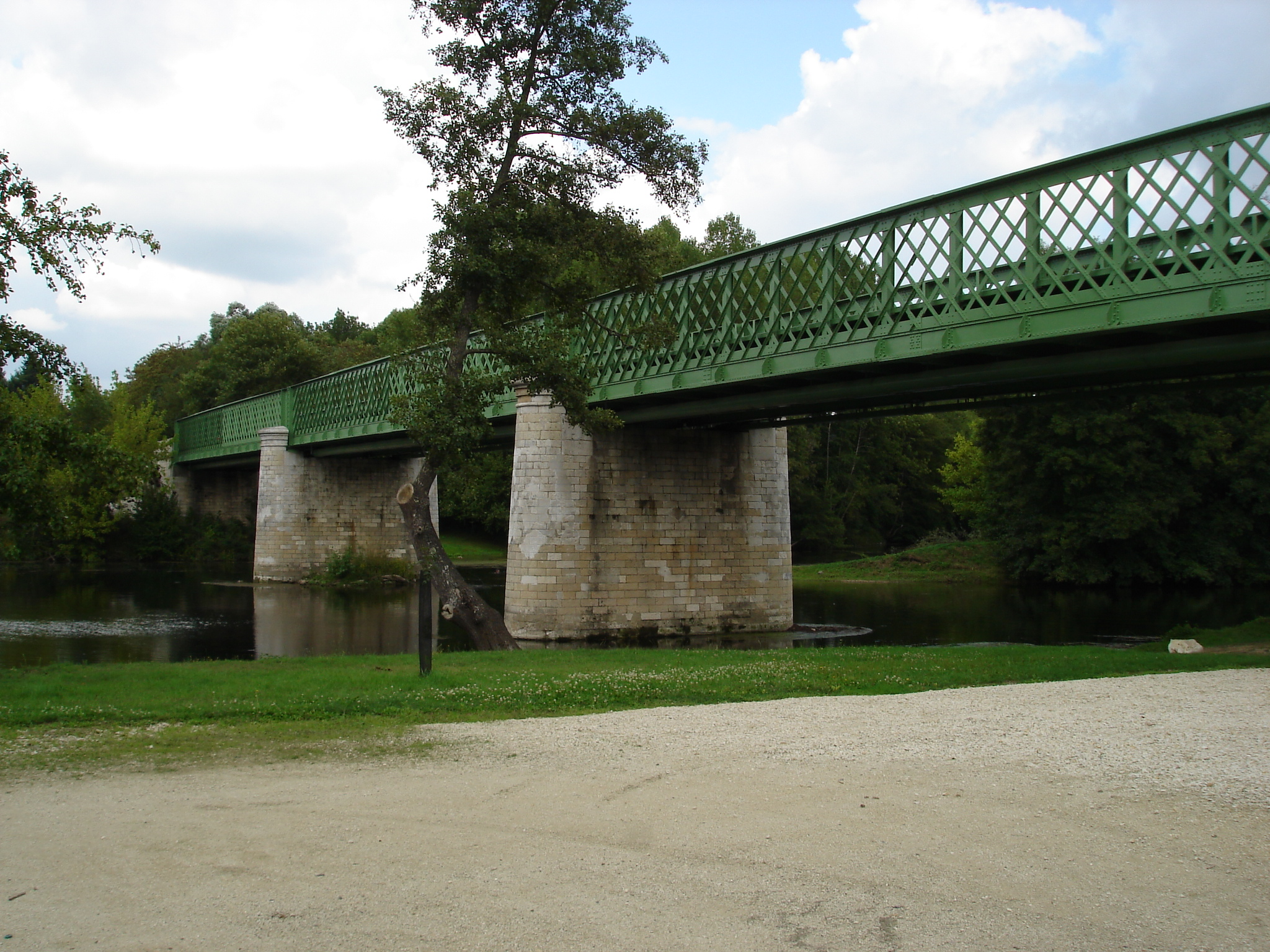
Le pont Métallique du XIXe siècle en 2011.

### Héraldique, logotype et devise
|  | Logotype de la commune de Lurais : |